# Понт (митология)
Вижте пояснителната страница за други значения на Понт.
Понт или Понтос (на старогръцки: Πόντος, Pontos, „Морето“) в древногръцката митология е от първото поколение древногръцки богове. Бог на морето. Олимпийски морски бог, един от първородните.
Син е на Гея и Ефир. Според Хезиод Гея, земята, го ражда без баща.
По-късно Гея става и негова съпруга. От този кръвосмесителен брак се раждат много чудовища. С Гея той създава Нерей, Тавмант, Форкис, Кето и Еврибия и Телхините. С Таласа, дъщеря на Ефир („етер“) и Хемера („ден“), той става баща на рибите.